# Veselin Vujović
Veselin Vujović, jugoslovanski (črnogorski) rokometaš, * 18. januar 1961, Cetinje, SR Črna gora, SFRJ.

## Kariera

### Igralec
Leta 1984 je na poletnih olimpijskih igrah v Los Angelesu v sestavi jugoslovanske rokometne reprezentance osvojil zlato olimpijsko medaljo; na naslednjih igrah je osvojil še bronasto medaljo. 
Leta 1986 je bil izbran za najboljšega športnika Jugoslavije. 
Leta 1988 je prejel nagrado, prvo podeljeno, za najboljšega rokometaša leta od Svetovne rokometne zveze.

### Trener

#### Slovenija
Od maja 2015 je selektor slovenske rokometne reprezentance.
Le ta se je pod njegovim vodstvom leta 2016 tretjič v njeni zgodovini uvrstila na olimpijske igre. In tam odigrala dobro ter zasedla končno šesto mesto, kar je bil dotedanji najboljši rezultat. Zatem je na Svetovnem prvenstvu 2017 v Franciji pripeljal izbrano vrsto do zgodovinske prve medalje na svetovnih prvenstvih. Osvojitev brona na tekmi proti Hrvaški po velikem preobratu je še posebno vredna spomina, ko je Vujoviću Slovence uspelo prepričati v njihove zmožnosti in končni uspeh.
Po osvojenem odličju je bil tudi osebno nagrajen. Marca 2017 je bil s strani Mednarodne rokometne zveze (IHF) izglasovan na tretje mesto v izboru za trenerja leta. Pred njega sta se uvrstila zgolj Didier Dinart, ki je Francijo popeljal do zmage, in Christian Berge, ki je senzacionalno Norveško privedel do finala. Tako je eden redkih, ki je bil izbran med najboljše tako kot igralec, kot tudi trener.
Junija 2017 je kljub več bogatim evropskim ponudbam sprejel treniranje po moči četrtega slovenskega kluba RK Koper 2013, ki ima v svojih vrstah več mladinskih reprezentantov in jih želi podrobno spoznati. Podpisal je dveletno pogodbo s klavzulo, da klub lahko zapusti v primeru ponudbe katerega od rokometnih velikanov.